# Bernardus Silvestris
Bernardus Silvestris (* 1085; † 1160 oder 1178) war ein Philosoph und Dichter. Er ist vor allem als Autor einer Cosmographia bekannt.

## Leben
Über Bernardus’ Leben ist wenig bekannt. André Vernet, der Herausgeber von Bernardus’ Hauptwerk Cosmographia, gibt an, dass er von 1085 bis 1178 gelebt habe, andere Forscher nennen 1160 als Todesjahr. Gesichert ist, dass die Cosmographia 1147 Papst Eugen III. vorgelegt wurde. Es gibt Hinweise darauf, dass Bernardus einer spanischen philosophischen Tradition verbunden war. Wahrscheinlich stammte er aus Tours, denn dass er mit dieser Stadt und ihrer Umgebung vertraut war, zeigen die genauen Beschreibungen in der Cosmographia. Auch spätere mittelalterliche Autoren haben ihn mit Tours in Verbindung gebracht.
Mit Sicherheit studierte und lehrte Bernardus in Chartres, wo die bedeutendste Kathedralschule Westeuropas bis zum Aufkommen der Universitäten im späteren 12. Jahrhundert ihren Sitz hatte. Im 19. und im frühen 20. Jahrhundert wurde angenommen, dass Bernardus Silvestris mit Bernhard von Chartres identisch sei, doch diese Identifikation ist als falsch erwiesen worden und wird heute nicht mehr vertreten.

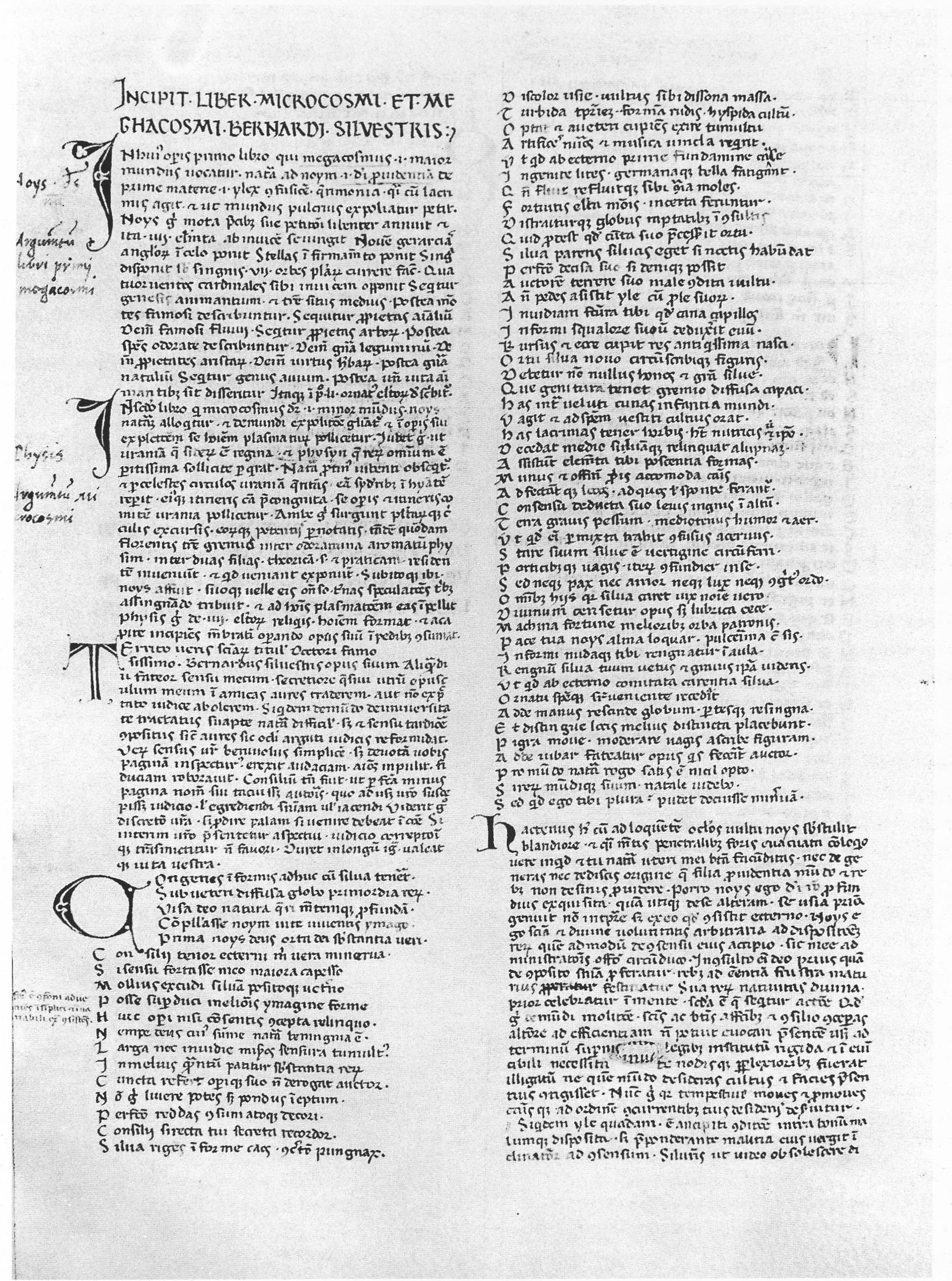
Der Beginn der Cosmographia in der von Giovanni Boccaccio geschriebenen Handschrift Florenz, Biblioteca Medicea Laurenziana, Plut. 33.31, fol. 59v (14. Jahrhundert)

## Werk
Bernardus’ bekanntestes Werk ist die Cosmographia, ein episches Gedicht über die Erschaffung der Welt aus der Sicht eines stark vom Platonismus geprägten hochmittelalterlichen Denkers. Dieses Gedicht beeinflusste Geoffrey Chaucer und andere durch seinen bahnbrechenden Gebrauch der Allegorie zur Diskussion metaphysischer und wissenschaftlicher Fragen. Bernardus greift darin auf Ideen aus dem Timaios-Kommentar des Calcidius zurück.
Bernardus verfasste auch das Gedicht Mathematicus. Mit „Mathematicus“ ist nicht ein Mathematiker gemeint, sondern ein Astrologe, der die Bahnen der Gestirne und die von ihnen abhängigen Schicksale der Menschen errechnet. Dieses in 17 Handschriften erhaltene, in elegischen Distichen verfasste Gedicht (854 Verse) behandelt die ethische Problematik eines astrologischen Fatalismus und Determinismus anhand eines Stoffs aus der Antike. Den Eltern des Helden hat vor dessen Geburt ein Astrologe vorausgesagt, dass das Kind einst seinen Vater ermorden wird. Darauf beschließen sie gemeinsam, das Kind nach der Geburt zu töten. Die Frau vermag diesen Vorsatz aber nicht auszuführen, sondern täuscht ihren Mann und schickt den neugeborenen Knaben an einen fernen Ort, wo er aufgezogen wird. Er erhält den Namen Patricida (Vatermörder). Später bewährt er sich als Feldherr und erlangt dann die Königswürde. Als die Eltern von seinem Ruhm erfahren, gesteht die Frau ihrem Mann die Rettung seines Sohnes. Gemeinsam suchen sie den König auf und enthüllen ihm die ganze Wahrheit. Darauf beschließt der König, sich selbst zu töten. Er bittet die Volksversammlung und den Senat, ihm die Erlaubnis dazu zu erteilen, und legt die Königswürde nieder. – Auffallend ist die Unbefangenheit, mit der Bernardus die von der mittelalterlichen Theologie tabuisierten Themen Determinismus und Selbsttötung behandelt und die Absicht des Helden, lieber seinem eigenen Leben ein Ende zu setzen als den Vater zu töten, in positivem Licht darstellt.
Bernardus schrieb wahrscheinlich auch das Gedicht Experimentarius sowie eine Anzahl kleinerer Gedichte. Im späteren Verlauf des Mittelalters wurden ihm noch andere Werke zugeschrieben, darunter ein Kommentar zu Vergils Aeneis und ein Kommentar zu Martianus Capella, die beide unzweifelhaft vom selben Verfasser stammen. Der Kommentar zur Aeneis ist der längste mittelalterliche Kommentar zu diesem Werk, obwohl er unvollständig ist und etwa nach zwei Dritteln des sechsten Buches abbricht. Die Autorschaft ist weiterhin umstritten.

## Moderne Rezeption
C.S. Lewis schreibt über Bernardus Silvestris gegen Ende seines Science-Fiction-Romans Out of the Silent Planet (Jenseits des schweigenden Sterns, erster Band der Perelandra-Trilogie).

## Textausgaben und Übersetzungen
- Winthrop Wetherbee: The Cosmographia of Bernardus Silvestris. Columbia University Press, New York 1990 (englische Übersetzung)
- Bernardus Silvestris: Mathematicus, hrsg. von Jan Prelog, übers. von Manfred Heim und Michael Kießlich, EOS Verlag, St. Ottilien 1993, ISBN 3-88096-909-4 (kritische Edition mit deutscher Übersetzung)